# 鼻エンジン
鼻エンジン（はなエンジン）は、2005年から2006年まで活動していた日本のお笑いコンビ。ソニー・ミュージックアーティスツ（SMA NEET Project）所属。メンバーである村田渚の急逝により、事実上活動終了となった。

## メンバー
松丘 慎吾 （まつおか しんご、1970年2月19日 - ） ボケ担当
- 京都府八幡市出身。身長170cm、体重67kg。
- 当初は大阪松竹に所属し、コンビ「パスポーター」として活動。当時の同期にはのイズがいる[1]。
- 1994年からコンビ「坂道コロンブス」（旧コンビ名：坂道コロコロ）として活動。2004年に相方の不祥事により解散。
- 村田の死後、元ノンキーズのヤマザキモータースと共に「くらげライダー」を結成。
- 2011年、赤プルと結婚。
- 2014年5月にくらげライダーを解散し、同年6月より赤プルと「赤プルと旦那」を結成、2015年3月、コンビ名を「チャイム」と改名。

村田 渚 （むらた なぎさ、1971年7月29日 - 2006年11月11日） ツッコミ担当
- 三重県亀山市出身。身長169cm、体重63kg。
- 1989年からコンビ「フォークダンスDE成子坂」として活動。1999年に解散した後、しばらくピン芸人として活動していた。
- 2006年11月11日未明、東京都品川区の自宅でくも膜下出血により急逝した。

## 略歴
2005年5月結成。ソニー・ミュージックアーティスツが手がける芸人再生プロジェクト「SMA NEET Project」所属となる。同年、M-1グランプリ2005に出場し準決勝まで進出。新コンビながら、共に10年以上の経験で培われた芸で高い評価を得た。
2006年もライブなどの活動をコンスタントに行ない、M-1グランプリ2006でも3回戦まで勝ち進んだが村田急逝のため、以降の予選は棄権となった。

## 芸風
- 主に漫才を行っていた。ネタ中に松丘が一定のフレーズや動きを繰り返し、後半で村田がまとめてツッコむ。オチは強調しないで終わる。
- 芸風は漫才が主流であるが、松丘、村田ともに前コンビではコントを行っていた。このコンビでコントを行わなかったのは、「かつての相方の影をファンが探さないように」という配慮からである[注釈 1]。

## 逸話
- 2006年のM-1グランプリ2回戦に出場した芸人内で、鼻エンジンの順位がトップだった。松丘は武井志門（元デスペラード）から、2回戦が終わった直後に吉本の若手芸人が作家に呼び出され「お前ら、鼻エンジン1位や。吉本負けてええんか」といった檄を飛ばされたという当時のエピソードを聞かされた事がある[2]。
- SMAトライアウトライブ(笑)が立ち上げられて間もない頃、本間キッド（や団）がまだ駆け出しの頃にライブの受付をしていると原田泰造（ネプチューン）が駆けつけ、鼻エンジンの漫才を観終わるとすぐさまエレベーターに乗り扉が閉まりかかったタイミングで「面白かったよ」と言いその場を後にしたという[3]。

## 賞レース戦績
- 2005年 M-1グランプリ 準決勝進出
- 2006年 M-1グランプリ 3回戦進出（しかし、村田の急逝により棄権）

## 出演

### テレビ
- 爆笑オンエアバトル（NHK総合）戦績2勝1敗 最高449KB
  - 松丘は坂道コロンブス（戦績12勝14敗）時代、村田はフォークダンスDE成子坂（戦績1勝0敗）とピン芸人（戦績4勝6敗）時代にも出場してオンエアを勝ち取っている。なお当番組で3つのユニットで出演し3つともオンエアを勝ち取ったのは歴代でも村田のみであった。
  - 唯一のオフエアは村田の死後に放送され、事実上の村田の最後の出演となった。番組ではお悔やみのメッセージが流された。
- 世界バリバリ★バリュー（TBS）
- プレミアの巣窟～お台場学園スペシャル～（フジテレビ）
- 情報プレゼンター とくダネ!（2007年「温故知人」のコーナーで取り上げられた）
- お笑いTV「ニコニコ笑い汁」（MONDO21）

### ラジオ
- BERRY-BOP HIGHSCHOOL（RADIO BERRY）村田の急逝に伴い2006年11月17日で終了